# Latice Tamari

Latice Tamari de ordinul 4

În matematică o latice Tamari, introdusă de Dov Tamari, este o mulțime parțial ordonată⁠(d) în care elementele constau în diferitele moduri de grupare ale elementelor unui șir de obiecte în perechi folosind paranteze; de exemplu, pentru o secvență de patru obiecte abcd, cele cinci grupări posibile sunt ((ab)c)d, (ab)(cd), (a(bc))d, a((bc)d) și a(b(cd)). Fiecare grupare descrie o ordine diferită în care obiectele pot fi combinate printr-o operație binară. În laticea Tamari, o grupare este ordonată înaintea alteia dacă a doua grupare poate fi obținută din prima numai prin aplicații spre dreapta ale asociativității (xy)z = x(yz). De exemplu, aplicarea acestei legi cu x = a, y = bc și z =  d dă extinderea (a(bc))d = a((bc)d), deci în ordinea laticei Tamari (a(bc))d ≤ a((bc)d).
În această ordonare parțială, oricare două grupări g1 și g2 au cel mai mare predecesor comun (minorant) expresia g1 ∧ g2 și cel mai mic succesor comun (majorant) expresia g1 ∨ g2. Astfel, laticea Tamari are structura unei latice⁠(d). Diagrama Hasse⁠(d) a acestei latice este izomorfă față de graful vârfurilor și laturilor⁠(d) unui asociaedru. Numărul de elemente dintr-o latice Tamari pentru o secvență de n + 1 obiecte este al n-lea număr Catalan Cn.
Laticea Tamari poate fi descrisă și în alte moduri, echivalente:
- Este mulțimea parțial ordonată de secvențe de n întregi a1, ..., an, ordonate în funcție de coordonate, astfel încât i ≤ ai ≤ n, iar dacă i ≤ j ≤ ai atunci aj ≤ ai.[2]
- Este mulțimea parțial ordonată a arborilor binari cu n noduri terminale, ordonată prin operații de rotație a unui arbore.
- Este mulțimea parțial ordonată a pădurilor ordonate, în care o pădure este anterioară alteia în ordinea parțială dacă, pentru fiecare j, al j-lea nod din ordinea traversării primei păduri are cel puțin la fel de mulți descendenți ca și nodul j dintr-o traversare în ordinea celei de-a doua păduri.[3]
- Este mulțimea parțial ordonată a tringulărilor unui n-gon convex, ordonat prin operații de inversare care înlocuiesc o diagonală a poligonului cu alta.

## Notații
Laticea Tamari a grupărilor Cn de n+1 obiecte este notată Tn, dar asociaedrul corespunzător este notat Kn+1.
În Arta programării calculatoarelor T4 este numită laticea Tamari de ordinul 4, iar diagrama sa Hasse, K5, asociaedrul de ordinul 4.